# Charles A. Ferguson
Charles Albert Ferguson (ur. 6 lipca 1921 w Filadelfii, zm. 2 września 1998 w Palo Alto) – amerykański językoznawca i socjolingwista.

## Życiorys
Ukończył studia orientalistyczne na Uniwersytecie Pensylwanii. W 1942 roku uzyskał bakalaureat, a w 1943 roku obronił pracę magisterską o marokańskiej odmianie języka arabskiego. Doktoryzował się w 1945 roku na podstawie rozprawy nt. języka bengalskiego, poświęconej jego standardowi potocznemu.
Położył zasługi na polu arabistyki i dialektologii arabskiej. Wprowadził do lingwistyki pojęcie dyglosji. Określił w ten sposób sytuację, kiedy w danej społeczności językowej współistnieją dwie odmiany języka o rozgraniczonych funkcjach. Jego artykuł na temat dyglosji (1959) był licznie cytowany. W dziedzinie językoznawstwa ogólnego zajmował się fonologią i morfologią, zarówno w ujęciu synchronicznym, jak i diachronicznym.
Poruszał problematykę tworzenia materiałów dydaktycznych dla języków cechujących się dyglosją.

## Wybrana twórczość
- Diglossia (1959)
- Structure and use of politeness formulas (1976)
- Sports announcer talk (1983)